# Emmanuelle a Venezia
Emmanuelle a Venezia  è un film TV del 1993 diretto da Francis Leroi ed ispirato al personaggio creato da Emmanuelle Arsan.

## Trama
La giovane Anais è rimasta vedova e vive una triste esistenza per colpa della rigida suocera. Finché un giorno decide di buttarsi in segreto tra le braccia della cameriera per dare sfogo alla sua passione. Anche questo gioco a lungo andare la stanca e per questo richiama a Venezia la sua amica Emmanuelle. Quest'ultima, grazie al suo magico profumo, riuscirà ad infonderle nuova fiducia e voglia di rimettersi in gioco. Anais ritroverà così l'amore di un nuovo uomo.